# Арангел (Валча)
Арангел (рум. Aranghel) насеље је у Румунији у округу Валча у општини Рамнику Валча. Oпштина се налази на надморској висини од 285 m.

## Становништво
Према подацима из 2002. године у насељу је живело 173 становника, од којих су сви румунске националности.